# Emanuel Berg
Emanuel Berg (ur. 28 grudnia 1981 w Skövde) – szwedzki szachista, arcymistrz od 2004 roku.

## Kariera szachowa
Wielokrotnie reprezentował Szwecję w mistrzostwach świata i Europy juniorów, najlepszy wynik osiągając w roku 1996 w Rimavskiej Sobocie, gdzie IV miejsce w mistrzostwach Europy juniorów do 16 lat. W finałach indywidualnych mistrzostw Szwecji uczestniczy od 1998 roku. Na swoim koncie posiada dwa złote (2009, 2010) oraz 5 srebrnych medali, które zdobył w latach 2001, 2004 (po porażce w dogrywce o złoty medal z Jewgienijem Agrestem) 2006, 2007 oraz 2008 (po porażce w dogrywce o złoty medal z Tigerem Hillarpem Perssonem).
Odniósł następujące sukcesy w turniejach międzynarodowych:
- I m. w Budapeszcie (1999),
- I-II m. w Skelleftei (2001, wraz z Jonnym Hectorem),
- II m. na Bermudach (2002, turniej B, za Pawłem Blehmem),
- I-III m. w turnieju Rilton Cup w Sztokholmie (2004/05, wraz z Siergiejem Wołkowem i Jewgienijem Glejzerowem),
- I m. w Sollerze (2006),
- I-V m. w turnieju Politiken Cup w Helsingør (2007, wraz z Michałem Krasenkowem, Nickiem de Firminem, Gabrielem Sargissianem i Władimirem Małachowem),
- II-III m. w Warszawie (2008, za Krishnanem Sasikiranem, wspólnie z Tomim Nybackiem),
- II-III m. w Hastings (2008/09, za Igorem Kurnosowem, wspólnie z Walerijem Niewierowem),
- dz. III m. w Gibraltarze (2009, za Piotrem Swidlerem i Wadimem Miłowem),
- I-V m. w Oslo (2009, wspólnie z Aloyzasem Kveinysem, Bartłomiejem Macieją, Jonem Ludvigiem Hammerem i Leifem Johannessenem),
- I-IV m. w Tromsø (2009, wspólnie z Moniką Soćko, Rayem Robsonem i Marijanem Petrowem),
- I-II m. w Halmstad (2014, wspólnie z Tigerem Hillarpem Perssonem)[8].

Wielokrotnie reprezentował Szwecję w turniejach drużynowych, m.in.:
- sześciokrotnie na olimpiadach szachowych (w latach 2002, 2004, 2006, 2008, 2010, 2012)[9],
- czterokrotnie na drużynowych mistrzostwach Europy (w latach 1999, 2005, 2007, 2013)[10],
- na olimpiadzie szachowej juniorów do 16 lat (w roku 1995)[11].

Najwyższy ranking w dotychczasowej karierze osiągnął 1 października 2008 r., z wynikiem 2623 punktów zajmował wówczas pierwsze miejsce wśród szwedzkich szachistów.